# Ellis Miller
Ellis Miller (7 de marzo de 2002) es una deportista británica que compite en piragüismo en la modalidad de eslalon.
Ganó una medalla de oro en el Campeonato Mundial de Piragüismo en Eslalon de 2023 y una medalla de bronce en el Campeonato Europeo de Piragüismo en Eslalon de 2024, ambas en la prueba de C1 por equipos.

## Palmarés internacional
| Campeonato Mundial | Campeonato Mundial    | Campeonato Mundial | Campeonato Mundial |
| Año                | Lugar                 | Medalla            | Competición        |
| ------------------ | --------------------- | ------------------ | ------------------ |
| 2023               | Londres (Reino Unido) | Medalla de oro     | C1 por equipos     |
| Campeonato Europeo |                       |                    |                    |
| Año                | Lugar                 | Medalla            | Competición        |
| 2024               | Tacen (Eslovenia)     | Medalla de bronce  | C1 por equipos     |